# قلوه (غذا)

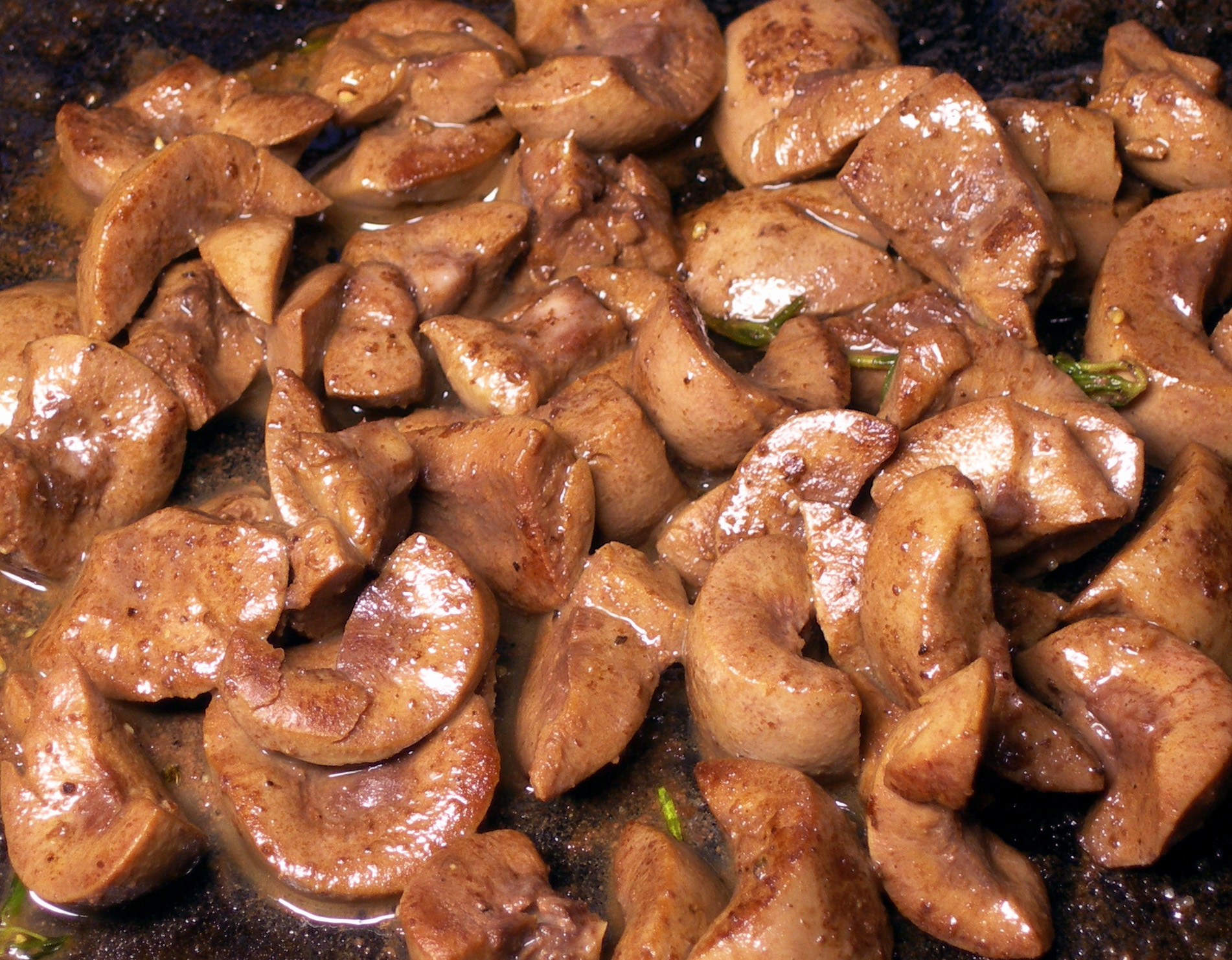
قلوه بره برشته شده

قلوه (انگلیسی: Kidney) حیوانات از فراورده‌های فرعی هستند که به‌طور متداول مورد مصرف قرار می‌گیرند. قلوه‌ها می‌توانند به صورت گریل شده، تفت داده شده، برشته کردن یا تفت‌آب‌پزی جهت مصرف پخته شوند. از آنها می‌توان در غذاهای کسرول، خورش‌ها و پای استفاده کرد. در پخت‌وپز، به‌طور معمول از قلوه‌های گاو، گوساله، بره و خوک استفاده می‌کنند. همچنین در پخت‌وپز از قلوه‌های مرغ استفاده می‌کنند ولی قلوه ماکیان بسیار کوچک هستند وبه طور کلی به عنوان یک خوراکی مجزا در نظر گرفته نمی‌شوند. در بین آشپزها، قلوه گوساله بیشتر مد نظر قرار می‌گیرد.